# Mirjana Lučić-Baroni
Mirjana Lučić-Baroni (ur. 9 marca 1982 w Dortmundzie) – chorwacka tenisistka, zwyciężczyni Australian Open 1998 w grze podwójnej oraz finalistka Wimbledonu 1998 w grze mieszanej.

## Kariera tenisowa
Lučić-Baroni to tenisistka praworęczna z oburęcznym backhandem. W dotychczasowej karierze wygrała dwa turnieje gry pojedynczej i dwa w grze podwójnej. Największy sukces wielkoszlemowy osiągnęła docierając do półfinału Wimbledonu w 1999 roku. Ponadto kilkakrotnie kończyła starty na etapie pierwszej do trzeciej rundy. Wygrała Australian Open w 1998 w grze podwójnej w parze z Martiną Hingis oraz z tą samą zawodniczką turniej Pan Pacific Open w Tokio. W grze mieszanej finalistka Wimbledonu z roku 1998, w parze z Maheshem Bhuphathi.
11 maja 1998 została sklasyfikowana na 32. miejscu w rankingu singlowym, a kilka miesięcy później na 19. pozycji w deblu, co było jej najlepszym osiągnięciem. Mentorką Mirjany była słynna tenisistka Martina Navrátilová.
W latach 1996–1998 reprezentowała Chorwację w Pucharze Federacji. W 1996 roku Chorwacja znajdowała się w Strefie Euroafrykańskiej IC. W rozgrywkach grupowych (z udziałem Lučić-Baroni) jej drużyna pokonała Jugosławię i Gruzję, ale przegrała ze Szwajcarią. W ćwierćfinale pokonała Rumunię, a w półfinale Białoruś. W barażach Grupy Światowej II Chorwacja pokonała Chiny 5-0, z czego trzy zwycięstwa odniosła Lučić. Rok później, w ćwierćfinałach Grupy Światowej I, Austria została pokonana przez Chorwację 4-1. W barażach Chorwacja przegrała 2-3 z Niemcami. W 1998 Mirjana zagrała w Fed Cup po raz ostatni, w ćwierćfinałach Grupy Światowej II. Jej drużyna odniosła zwycięstwo nad Japonią.
W 1997 jeden z tenisowych magazynów nadał jej miano Rolex Rookie of the Year.
Lučić-Baroni jako juniorka zwyciężyła w US Open 1996, w Australian Open 1997 w singlu i deblu. Została jedną z trzech tenisistek, które w wieku 14 lat wygrały dwa juniorskie turnieje wielkoszlemowe (obok Martiny Hingis i Jennifer Capriati).
W lipcu 1998 przeprowadziła się do Stanów Zjednoczonych, gdzie mieszka do dzisiaj. W wolnych chwilach pracuje nad autobiografią i maluje. Wspiera organizacje charytatywne.
Planowany przez Chorwatkę powrót do zawodowego tenisa miał miejsce w 2007 roku. Lučić-Baroni odpadła w kwalifikacjach do imprezy w Memphis, ale skorzystała z dzikiej karty, przyznanej jej przez organizatorów Pacific Life Open w Indian Wells. W pierwszej rundzie pokonała Amerykankę Lindsey Nelson, ale w kolejnej przegrała z Anną Czakwetadze. W maju dwukrotnie wystąpiła w turnieju ITF w Rzymie, odnosząc zwycięstwo nad Jeleną Wiesniną.
Zaczęła grać w tenisa, gdy miała cztery lata. Trenowana przez Gabe Jaramillo, niegdyś piętnastego tenisistę świata, byłego trenera Harolda Solomona i Gorana Prpicia. Lučić-Baroni posiada bardzo silny serwis, w 1999 roku zaserwowała z prędkością 111 mph, co dało jej dziewiąty rezultat na świecie.
Jest jedną z sześciu zawodniczek w historii tenisa w erze Open, które wygrały swój pierwszy zawodowy turniej w debiutanckim występie.
W grudniu 2010 przyjęła oświadczyny swojego chłopaka, Daniele Baroniego. Para wzięła ślub 15 listopada 2011 w Sarasocie w amerykańskim stanie Floryda i tuż po wielkoszlemowym Australian Open 2012 planowała udać się na miesiąc miodowy na wyspy Bora-Bora.

## Historia występów wielkoszlemowych
Legenda
     W, wygrany turniej
      F, przegrana w finale
      SF, przegrana w półfinale
      QF, przegrana w ćwierćfinale
     xR, przegrana w x rundzie
     A, brak startu

### Występy w grze pojedynczej
| Australian Open        | A  | 2R | 1R | 1R  | A   | A   | A   | przerwa w grze | A   | A   | A   | A   | 1R  | A   | 1R  | 1R | 1R | 1R | SF | 2R  | 0 / 10 | 7 – 10  |  |  |  |  |
| French Open            | A  | A  | 1R | 1R  | 3R  | 2R  | A   | przerwa w grze | A   | A   | A   | A   | 1R  | 1R  | 1R  | 1R | 3R | 2R | 1R | A   | 0 / 11 | 6 – 11  |  |  |  |  |
| Wimbledon              | A  | 2R | SF | 2R  | A   | A   | A   | przerwa w grze | A   | A   | A   | 1R  | 1R  | 3R  | 2R  | 1R | 2R | 1R | 1R | A   | 0 / 11 | 11 – 11 |  |  |  |  |
| US Open                | 3R | 3R | 2R | 1R  | A   | 1R  | A   | przerwa w grze | A   | A   | A   | 2R  | 2R  | 1R  | 1R  | 4R | 1R | 2R | 2R | A   | 0 / 13 | 12 – 13 |  |  |  |  |
|                        |    |    |    |     |     |     |     |                |     |     |     |     |     |     |     |    |    |    |    |     |        |         |  |  |  |  |
| Ranking na koniec roku | 52 | 51 | 50 | 207 | 191 | 202 | 335 | –              | 454 | 423 | 288 | 105 | 116 | 108 | 104 | 61 | 67 | 82 | 32 | 343 | 0 / 45 | 36 – 45 |  |  |  |  |

### Występy w grze podwójnej
| Australian Open        | A | W  | 1R  | 2R  | A   | A | A | przerwa w grze | A | A   | A | A | A   | A   | 3R | 2R | 1R  | 3R  | QF | 1R   | 1 / 9  | 9 – 8   |  |  |  |  |  |
| French Open            | A | A  | A   | A   | A   | A | A | przerwa w grze | A | A   | A | A | 2R  | A   | 3R | 1R | A   | 3R  | A  | A    | 0 / 4  | 5 – 4   |  |  |  |  |  |
| Wimbledon              | A | A  | A   | A   | A   | A | A | przerwa w grze | A | A   | A | A | A   | 2R  | QF | 2R | 1R  | 1R  | 2R | A    | 0 / 6  | 6 – 6   |  |  |  |  |  |
| US Open                | A | 1R | 1R  | A   | A   | A | A | przerwa w grze | A | A   | A | A | 1R  | 1R  | 3R | 1R | 1R  | 2R  | 1R | A    | 0 / 9  | 3 – 9   |  |  |  |  |  |
|                        |   |    |     |     |     |   |   |                |   |     |   |   |     |     |    |    |     |     |    |      |        |         |  |  |  |  |  |
| Ranking na koniec roku | – | 20 | 198 | 255 | 431 | – | – | –              | – | 568 | – | – | 248 | 224 | 37 | 76 | 457 | 118 | 81 | 1154 | 1 / 28 | 29 – 27 |  |  |  |  |  |

### Występy w grze mieszanej
| Australian Open | A | A  | 2R | A  | A | A | A | przerwa w grze | A | A | A | A | 1R | A | A | A | A | A | A | A | 0 / 2 | 1 – 2  |  |  |  |  |  |
| French Open     | A | A  | A  | A  | A | A | A | przerwa w grze | A | A | A | A | A  | A | A | A | A | A | A | A | 0 / 0 | 0 – 0  |  |  |  |  |  |
| Wimbledon       | A | F  | A  | 3R | A | A | A | przerwa w grze | A | A | A | A | A  | A | A | A | A | A | A | A | 0 / 2 | 7 – 2  |  |  |  |  |  |
| US Open         | A | QF | A  | A  | A | A | A | przerwa w grze | A | A | A | A | A  | A | A | A | A | A | A | A | 0 / 1 | 3 – 1  |  |  |  |  |  |
|                 |   |    |    |    |   |   |   |                |   |   |   |   |    |   |   |   |   |   |   |   |       |        |  |  |  |  |  |
|                 |   |    |    |    |   |   |   |                |   |   |   |   |    |   |   |   |   |   |   |   | 0 / 5 | 11 – 5 |  |  |  |  |  |

## Finały turniejów WTA
| Legenda                     | Legenda |
| --------------------------- | ------- |
| Wielki Szlem                |         |
| Igrzyska olimpijskie        |         |
| WTA Tour Championships      |         |
| 1988 – 2008                 |         |
| Kategoria I                 |         |
| Kategoria II                |         |
| Kategoria III               |         |
| Kategoria IV                |         |
| Kategoria V                 |         |
| 2009 – 2020                 |         |
| WTA Premier Mandatory       |         |
| WTA Premier 5               |         |
| WTA Premier                 |         |
| WTA International Series    |         |
| WTA 125K series (2012–2020) |         |

### Gra pojedyncza 5 (3–2)
| Końcowy wynik | Nr | Data             | Turniej   | Nawierzchnia    | Przeciwniczka   | Wynik finału        |
| ------------- | -- | ---------------- | --------- | --------------- | --------------- | ------------------- |
| Zwyciężczyni  | 1. | 4 maja 1997      | Bol       | Ceglana         | Corina Morariu  | 7:5, 6:7(4), 7:6(5) |
| Finalistka    | 1. | 24 maja 1997     | Strasburg | Ceglana         | Steffi Graf     | 2:6, 5:7            |
| Zwyciężczyni  | 2. | 3 maja 1998      | Bol       | Ceglana         | Corina Morariu  | 6:2, 6:4            |
| Zwyciężczyni  | 3. | 14 września 2014 | Québec    | Dywanowa (hala) | Venus Williams  | 6:4, 6:3            |
| Finalistka    | 2. | 21 maja 2016     | Strasburg | Ceglana         | Caroline Garcia | 4:6, 1:6            |

### Gra podwójna 4 (3–1)
| Końcowy wynik | Nr | Data             | Turniej         | Nawierzchnia    | Partnerka        | Przeciwniczki                      | Wynik finału  |
| ------------- | -- | ---------------- | --------------- | --------------- | ---------------- | ---------------------------------- | ------------- |
| Zwyciężczyni  | 1. | 1 lutego 1998    | Australian Open | Twarda          | Martina Hingis   | Lindsay Davenport Natalla Zwierawa | 6:4, 2:6, 6:3 |
| Zwyciężczyni  | 2. | 8 lutego 1998    | Tokio           | Dywanowa (hala) | Martina Hingis   | Lindsay Davenport Natalla Zwierawa | 7:5, 6:4      |
| Finalistka    | 1. | 2 maja 1998      | Bol             | Ceglana         | Joannette Kruger | Laura Montalvo Paola Suárez        | walkower      |
| Zwyciężczyni  | 3. | 14 września 2014 | Québec          | Dywanowa (hala) | Lucie Hradecká   | Julia Görges Andrea Hlaváčková     | 6:3, 7:6(8)   |

### Gra mieszana 1 (0-1)
| Końcowy wynik | Nr | Data         | Turniej   | Nawierzchnia | Partner         | Przeciwnicy                | Wynik finału |
| ------------- | -- | ------------ | --------- | ------------ | --------------- | -------------------------- | ------------ |
| Finalistka    | 1. | 4 lipca 1998 | Wimbledon | Trawiasta    | Mahesh Bhupathi | Serena Williams Maks Mirny | 4:6, 4:6     |

## Finały juniorskich turniejów wielkoszlemowych

### Gra pojedyncza (2)
| Końcowy wynik | Rok  | Turniej         | Nawierzchnia | Przeciwniczka       | Wynik finału |
| Zwyciężczyni  | 1996 | US Open         | Twarda       | Marlene Weingärtner | 6:2, 6:1     |
| Zwyciężczyni  | 1997 | Australian Open | Twarda       | Marlene Weingärtner | 6:2, 6:2     |

### Gra podwójna (2)
| Końcowy wynik | Rok  | Turniej         | Nawierzchnia | Partnerka              | Przeciwniczki                         | Wynik finału |
| Finalistka    | 1996 | Australian Open | Twarda       | Wolha Barabanszczykawa | Michaela Paštiková Jitka Schönfeldová | 1:6, 3:6     |
| Zwyciężczyni  | 1997 | Australian Open | Twarda       | Jasmin Wöhr            | Cho Yoon-jeong Shiho Hisamatsu        | 6:2, 6:2     |